# 2014 en philosophie
Chronologie de la philosophie
- 2010
- 2011
- 2012
- 2013
- 2014
- 2015
- 2016
- 2017
- 2018

L’année 2014 a été marquée, en philosophie, par les événements suivants :

## Publications
- Le Réel n'a pas eu lieu : le principe de Don Quichotte, de Michel Onfray.
- Éloge des phénomènes, de Bruno Deniel-Laurent.